# Auxi Jiménez
María Auxiliadora Jiménez González, más conocida como Auxi (Ronda, 11 de enero de 1975), es una exfutbolista española.

## Biografía
En su carrera jugó en España, en la Superliga Femenina con el Atlético Málaga, Levante UD, Estudiantes Huelva y Sevilla FC. Ganó tres ligas, una con el Málaga y dos con  el Levante, y fue la máxima anotadora del año 2000 y del 2006.
Auxi fue miembro de la Selección Española, jugando 27 partidos internacionales y anotando seis goles. Participó en la Eurocopa femenina 1997.

## Clubes
| Club                      | País   | Temporadas  |
| ------------------------- | ------ | ----------- |
| Málaga CF                 | España | 1995 - 1999 |
| Levante UD                | España | 1999 - 2003 |
| CFF Estudiantes de Huelva | España | 2003 - 2004 |
| Sevilla FC                | España | 2004 - 2007 |
| Málaga CF                 | España | 2007 - 2009 |